# Hrabstwo Green (Kentucky)

Piramida wieku hrabstwa

Hrabstwo Green – hrabstwo w USA, w stanie Kentucky. Według danych z 2010 roku, hrabstwo zamieszkiwało 11258 osób.

## Miasta
- Greensburg
- Summersville (CDP)